# Арнольд Руге
Руге Арнольд (1802-1880). Німецький філософ, один із засновників фундаментальної теорії політичних партій в Німеччині. У 1844 р. разом з Марксом видав у Парижі “Німецько-французький щорічник”. Виступав проти комуністичних поглядів Маркса. У 1848-1849 рр. депутат Франкфуртських національних зборів. У 1849 р. емігрує до Франції, а згодом до Англії. Наприкінці 60-х рр. стає прихильником Бісмарка, політики націонал-лібералів. Предметом його вивчення є зв’язок між вченням про партії і проблемою критики і опозиції уряду. Руге вважає партію засобом запобігання революції. У його науковій концепції партії виступають як умовна антитеза, помірковано-реформістське заперечення існуючої влади та держави. Під партіями він розумів рушійні сили й організаційні форми ліберальних та демократичних ідей, що протистоять консервативному державному режимові. 